# George H. Utter

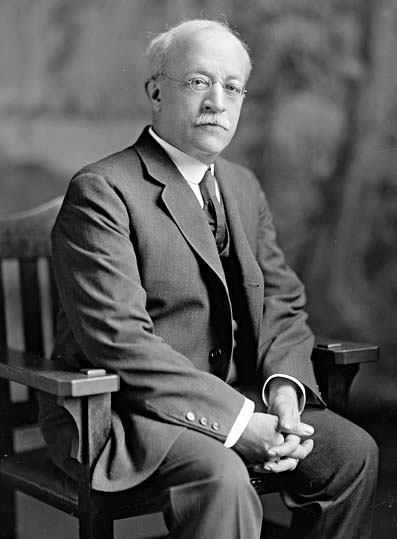
George H. Utter

George Herbert Utter, född 24 juli 1854, död 3 november 1912, var en amerikansk politiker som var ledamot av USA:s representanthus från Rhode Island och guvernör i samma delstat.

## Tidigt liv
Utter föddes i Plainfield, New Jersey, men flyttade med sina föräldrar till Westerly, Rhode Island, 1861. Han gick i offentliga skolor i Westerly och Alfred (New York) Academy. Han tog examen från Amherst College i Massachusetts 1877. Han arbetade som tryckare och utgivare av dagstidningen Westerly Sun innan han tjänstgjorde i staben hos guvernör Augustus O. Bourn 1883-1885.

## Politisk karriär
Utter var ledamot av Rhode Islands representanthus 1885-1889, där han också var talman det sista året.
Utter tjänstgjorde i Rhode Islands senat från 1889 till 1891, som Secretary of State från 1891 till 1894 och som viceguvernör 1904 och guvernör från den 3 januari 1905 till den 1 januari 1907.
Utter valdes som republikan till USA:s representanthus 1910 och tjänstgjorde från den 4 mars 1911 till dess han avled i levercancer i Westerly, Rhode Island, den 3 november 1912. Vid tiden för sin död kandiderade han till återval till kongressen.
Han begravdes på Riverbend Cemetery.